# Олешня (Корюковский район)
Олешня (укр. Олешня) — село в Корюковском районе Черниговской области Украины. Население 142 человека. Занимает площадь 0,642 км². Протекает одноименная река. 
Код КОАТУУ: 7422455402. Почтовый индекс: 15331. Телефонный код: +380 4657.

## Власть
Орган местного самоуправления — Холмынский поселковый совет. Почтовый адрес: 15331, Черниговская обл., Корюковский р-н, пгт Холмы, ул. Островского, 1.

## История
В XIX веке деревня Олешня было в составе Шабалиновской волости Сосницкого уезда Черниговской губернии.